# هندسة التشكيل العصبي
هندسة التشكيل العصبي، تُعرف أيضًا باسم حوسبة التشكيل العصبي، هي استخدام أنظمة دارة التكامل الفائق (في إل إس آي) التي تحتوي على الدارات التشابهية بهدف محاكاة البنى الحيوية العصبية الموجودة في الجهاز العصبي. يمثل حاسوب/رقاقة التشكيل العصبي أي جهاز قادر على استخدام العصبونات الاصطناعية المادية (المصنوعة من السيليكون) في إجراء العمليات الحاسوبية. في الآونة الأخيرة، استُخدم مصطلح التشكيل العصبي لوصف «في إل سي آي» الرقمية، والتشابهية والرقمية/التشابهية ذات الوضع المزدوج، بالإضافة إلى الأنظمة البرمجية القادرة على تنفيذ نماذج من الأجهزة العصبية (للإدراك الحسي، أو التحكم الحركي أو التكامل الحسي المتعدد). يمكن تنفيذ حوسبة التشكيل العصبي على مستوى الأجهزة من خلال الممرستورات (المقاومة الذاكرية) المعتمدة على الأكسيد، وذاكرة الإلكترونيات الدورانية، ومفاتيح العتبة والترانزستورات. يمكن تدريب أنظمة التشكيل العصبي القائمة على البرمجيات للشبكات العصبية الحسكية من خلال استخدام الانتشار الخلفي للخطأ، على سبيل المثال، استخدام أطر العمل المستندة إلى لغة البرمجة بايثون مثل «إس إن إن» تورش، أو استخدام قواعد التعليم القانونية من المواد التعليمية الحيوية، على سبيل المثال، استخدام شبكة الترابطات (بيندز نت).
تتمثل إحدى الجوانب الأساسية لهندسة التشكيل العصبي في فهم كيفية عمل مورفولوجيا العصبونات المفردة، والدارات، والتطبيقات وكامل البنى العامة في خلق العمليات الحاسوبية المرغوبة، والتأثير على كيفية عرض المعلومات، والتأثير على المتانة ضد التلف، وتحقيق التكامل بين التعلم والتطوير، والتكيف مع التغيير المحلي (اللدونة) وتسهيل التغير التطوري.
تُعتبر هندسة التشكيل العصبي موضوعًا متعدد التخصصات، إذ يستمد إلهامه من البيولوجيا، والفيزياء، والرياضيات، وعلم الحاسوب وهندسة الإلكترونيات بهدف تصميم الأجهزة العصبية الصنعية، مثل الأجهزة البصرية، والأجهزة الرأسية-العينية، والمعالجات الصوتية والروبوتات ذات التحكم الذاتي، مع استناد بنيتها المادية ومبادئ تصميمها إلى تلك الخاصة بالأجهزة العصبية الحيوية. طُورت هندسة التشكيل العصبي بواسطة كارفر ميد في أواخر ثمانينات القرن العشرين.

## الإلهام العصبي
تتميز هندسة التشكيل العصبي بالإلهام الذي تستمده من معرفتنا حول بنية الدماغ وعملياته. تعمل هندسة التشكيل العصبي على ترجمة ما نعرفه عن وظيفة الدماغ في أنظمة حاسوبية. ركز العمل في معظمه على محاكاة الطبيعة التشابهية للحوسبة الحيوية إلى جانب دور العصبونات في المعرفة.
تُعتبر العمليات البيولوجية للعصبونات ومشابكها معقدة بشكل هائل، ما يجعل محاكاتها بشكل اصطناعي أمرًا شديد الصعوبة. تتمثل الميزة الأساسية للأدمغة الحيوية في استخدام جميع عملياتها العصبونية للإشارات الكيميائية. يزيد هذا من صعوبة محاكاة الأدمغة في الحواسيب نظرًا إلى كون الجيل الحالي من الحواسيب رقميًا بالكامل. مع ذلك، يمكن تجريد سمات هذه الأجزاء في دوال رياضية قادرة على التقاط جوهر العمليات العصبونية بدقة عالية.
لا يكمن الهدف من هندسة التشكيل العصبي في محاكاة الدماغ وجميع وظائفه بشكل تام، بل في استخلاص ما نعرفه عن بنيته وعملياته بهدف استخدامها في أنظمة الحوسبة العملية. لا يدعي أي نظام تشكيل عصبي قدرته على إعادة إنتاج جميع عناصر العصبونات والمشابك العصبية ولا يحاول تحقيق ذلك، إذ تلتزم جميع هذه الأنظمة بفكرة مفادها أن الحوسبة موزعة بشكل كبير عبر سلسلة من عناصر الحوسبة الصغيرة المشابهة للعصبونات. على الرغم من اعتبار وجهة النظر هذه قياسية، تختلف الأساليب التي يتبعها الباحثون في سبيل تحقيق هذا الهدف.

## الاعتبارات الأخلاقية
بينما يُعتبر مفهوم هندسة التشكيل العصبي متداخل التخصصات جديد نسبيًا، تنطبق كثير من الاعتبارات الأخلاقية للآلات الشبيهة بالشبر والذكاء الاصطناعي بشكل عام على هندسة التشكيل العصبي. مع ذلك، تنشأ العديد من التساؤلات الأخلاقية الفريدة المتعلقة باستخدام هندسة التشكيل العصبي نظرًا إلى أن أنظمة التشكيل العصبي مصممة لتحاكي الدماغ البشري.
مع ذلك، ينظر النقاش العملي في أجهزة التشكيل العصبي إلى جانب «الشبكات العصبية» الاصطناعية بوصفها نماذج مبسطة جدًا من كيفية عمل الدماغ ومعالجته المعلومات، مع درجة أقل بكثير من التعقيد فيما يتعلق بالحجم والتكنولوجيا الوظيفية بالإضافة إلى بنية عالية الانتظام فيما يتعلق بالاتصال. تُعد مقارنة رقائق التشكيل العصبي مع الدماغ مقارنة غير دقيقة شبيهة بمقارنة الطائرة مع الطائر لمجرد امتلاك كليهما جناحين وذيل. يمكن اعتبار الأنظمة المعرفية العصبية في الحقيقة ذات أحجام كثيرة الترتيبات أكثر كفاءة في تحويل الطاقة وفي الحوسبة مقارنة بالذكاء الاصطناعي الحديث الحالي بينما تُعتبر هندسة التشكيل العصبي محاولة لتضييق هذه الفجوة عبر الاستلهام من آلية الدماغ بشكل مشابه للعديد من التصاميم الهندسية المستوحاة من البنى الحيوية.

## مخاوف متعلقة بالديمقراطية
تخضع هندسة التشكيل العصبي للعديد من القيود الأخلاقية الهامة المفروضة بموجب الإدراك العام. تقر دراسات يوروباروميتر الخاصة 382: وجدت دراسة استقصائية تابعة للمفوضية الأوروبية، مواقف العامة تجاه الروبوتات، أن 60% من مواطني الاتحاد الأوروبي مؤيدون لحظر استخدام الروبوتات في رعاية الأطفال، أو كبار السن أو ذوي الاحتياجات الخاصة. علاوة على ذلك، أيد 34% منهم حظر الروبوتات في التعليم، و27% في قطاع الرعاية الصحية و20% في أوقات الفراغ. تصنف المفوضية الأوروبية هذه النواحي على أنها «بشرية» على نحو مخصوص. يشير التقرير إلى زيادة المخاوف العامة بشأن الروبوتات القادرة على محاكاة الوظائف البشرية أو تقليدها. تُعتبر هندسة التشكيل العصبي، حسب تعريفها، مصممة خصيصًا لمحاكاة وظيفة الدماغ البشري.
يُعتبر ازدياد المخاوف الديمقراطية المحيطة بهندسة التشكيل العصبي في المستقبل أمرًا مرجحًا. وجدت المفوضية الأوروبية أن مواطني الاتحاد الأوروبي ممن تتراوح أعمارهم بين 15 و24 أكثر عرضة لاعتبار الروبوتات شبيهة بالبشر (على عكس اعتبارها شبيهة بالآلات) مقارنة بمواطني الاتحاد الأوروبي ممن يتجاوزون سن 55. عند عرض صورة روبوت محدد على أنه شبيه بالبشر، أفاد 75% من مواطني الاتحاد الأوروبي ممن تتراوح أعمارهم بين 15 و24 بتوافق الصورة مع الفكرة التي لديهم عن الروبوتات بينما استجاب 57% فقط من مواطني الاتحاد الأوروبي ممن يتجاوزون سن 55 بنفس الطريقة. يمكن بالتالي تصنيف الطبيعة المشابهة للبشر في أنظمة التشكيل العصبي مع فئات الروبوتات التي يرغب كثيرون من مواطني الاتحاد الأوروبي في حظرها مستقبلًا.

## التشخص
مع التقدم المتزايد لأنظمة التشكيل العصبي، أيد بعض الباحثين منح حقوق التشخص لهذه الأنظمة. في حال اعتبار الدماغ ما يمنح البشر حقوق التشخص، ما المدى الذي يجب على نظام التشكيل العصبي الوصول إليه في محاكاة الدماغ البشري ليستحق حقوق التشخص؟ جادل منتقدو التطوير التكنولوجي في مشروع الدماغ البشري، الذي يهدف إلى تطوير الحوسبة المستوحاة من الدماغ، أن التقدم في حوسبة التشكيل العصبي من شأنه الوصول إلى وعي الآلة أو التشخص. يجادل الناقدون أنه في حال معاملة هذه الأنظمة على أنها أشخاص، ستصبح العديد من المهام التي ينفذها البشر باستخدام أنظمة التشكيل العصبي، بما في ذلك قرار إنهاء هذه الأنظمة، أمرًا متعذرًا من الناحية الأخلاقية نظرًا إلى انتهاك هذه الأعمال لاستقلالية أنظمة التشكيل العصبي.